# Liga Femenina de Básquetbol 2024-25
La Liga Femenina de Básquetbol de 2024-25 fue la octava temporada de la máxima categoría argentina del baloncesto femenino. Al igual que el año anterior, la temporada consistió de dos torneos, un apertura disputado entre octubre de 2024 y enero de 2025, y un clausura (también denominado "Liga Femenina 2025") que se desarrolló entre enero y mayo de 2025. La competencia otorgó cupos para la Liga Sudamericana de Clubes y la Liga Femenina de Baloncesto de las Américas.
El ganador del Torneo Apertura fue el debutante El Talar, tras derrotar a Ferro Carril Oeste en doble tiempo suplementario. Luciana Delabarba fue elegida la jugadora más valiosa de esta final tras anotar 45 puntos, 7 triples, 13 rebotes (6 ofensivos) y cinco recuperaciones para una valoración total de 43. En el segundo torneo Ferro volvió a encontrarse con El Talar en la final de la conferencia sur, derrotándolo en una serie de tres partidos para luego medirse con el Club Atlético Riachuelo en la final, al que derrotó también en una serie al mejor de tres partidos. La jugadora de Ferro Dalma Piri fue elegida como jugadora más valiosa de las finales.

## Formato de competencia
Ambos torneos (Apertura y Liga Femenina) se disputaron mediante un sistema de conferencias, donde los equipos se dividieron geográficamente. El torneo Apertura contó con una segunda instancia de cuadrangulares además de un Final Four disputado en enero de 2025, mientras que la Liga Femenina tuvo una definición mediante play-offs de eliminación directa. El campeón del apertura obtuvo un cupo para la Liga Sudamericana de Clubes 2025, mientras que campeón y subcampeón del segundo torneo participarán en la Liga Femenina de Baloncesto de las Américas 2025.

## Equipos participantes
A nueve equipos de la temporada anterior (Berazategui, Ferro, Instituto, Montmartre, Obras, Olímpico, Quimsa, Riachuelo, Rocamora y Unión Florida) se le sumaron el regreso de Lanús y el debut de Deportivo Chañares (Córdoba), El Talar, Gorriones de Río Cuarto y Náutico de Rosario, lo que daría un total de 15 equipos participantes.Sin embargo, días antes del comienzo de la competencia el Club Ciclista Olímpico de La Banda (Santiago del Estero) solicitó la baja de su inscripción en el torneo aduciendo «falta de apoyo estatal», quedando el total de participantes en 14 equipos.

## Torneo Apertura

### Conferencia norte

#### Fase regular
| Equipo | Equipo             | PJ | PG | PP | Pts | PF  | PC  |
| ------ | ------------------ | -- | -- | -- | --- | --- | --- |
| 1.º    | Riachuelo (LR)     | 10 | 9  | 1  | 19  | 706 | 562 |
| 2.º    | Instituto          | 10 | 6  | 4  | 16  | 649 | 584 |
| 3.º    | Gorriones (Rio IV) | 10 | 5  | 5  | 15  | 671 | 576 |
| 4.º    | Chañares           | 10 | 4  | 6  | 14  | 648 | 668 |
| 5.º    | Quimsa             | 10 | 4  | 6  | 14  | 563 | 622 |
| 6.º    | Montmartre         | 10 | 2  | 8  | 12  | 528 | 753 |

Actualizado al 09-12-2024. Fuente: LFB
| 19/10/2024 16:00 | Instituto                                                       | 46–65                | Riachuelo (LR)                                                        | Córdoba                               |  |
|                  |                                                                 |                      |                                                                       |                                       |  |
|                  | Estadísticas Saez, L. 16 Ibarra, J. 16 Acevedo, Maria Cecilia 3 | Reporte Pts Reb Asts | Estadísticas Angelina Giacone 18 Agustina García 12 Agustina García 7 | Pabellón: Estructuras Pretensa Atenas |  |

| 19/10/2024 20:00 | Chañares                                                         | 92–47                | Montmartre                                             |                            |  |
|                  |                                                                  |                      |                                                        |                            |  |
|                  | Estadísticas Banegas, Marilina 20 Introcaso, M. 10 Carosio, R. 6 | Reporte Pts Reb Asts | Estadísticas Acevedo, M. 17 Duarte, A. 10 Duarte, A. 6 | Pabellón: Aldo Atilio Moya |  |

| 20/10/2024 20:00 | Gorriones (Rio IV) | 92–29           | Montmartre   |                                |  |
|                  |                    |                 |              |                                |  |
|                  | Estadísticas       | Reporte Pts Reb | Estadísticas | Pabellón: Juan Bautista Grassi |  |

| 25/10/2024 21:30 | Montmartre   | 42–61           | Riachuelo (LR) |                            |  |
|                  |              |                 |                |                            |  |
|                  | Estadísticas | Reporte Pts Reb | Estadísticas   | Pabellón: C. A. Montmartre |  |

| 26/10/2024 18:30 | Quimsa       | 63–51           | Chañares     | Santiago del Estero      |  |
|                  |              |                 |              |                          |  |
|                  | Estadísticas | Reporte Pts Reb | Estadísticas | Pabellón: Estadio Ciudad |  |

| 27/10/2024 18:00 | Quimsa       | 46–62           | Gorriones (Rio IV) | Santiago del Estero      |  |
|                  |              |                 |                    |                          |  |
|                  | Estadísticas | Reporte Pts Reb | Estadísticas       | Pabellón: Estadio Ciudad |  |

| 27/10/2024 19:00 | Instituto    | 59–50           | Montmartre   | Córdoba                        |  |
|                  |              |                 |              |                                |  |
|                  | Estadísticas | Reporte Pts Reb | Estadísticas | Pabellón: Catedral del basquet |  |

| 02/11/2024 20:30 | Gorriones (Rio IV) | 66–69           | Chañares     | Rio IV                         |  |
|                  |                    |                 |              |                                |  |
|                  | Estadísticas       | Reporte Pts Reb | Estadísticas | Pabellón: Juan Bautista Grassi |  |

| 09/11/2024 18:30 | Gorriones (Rio IV) | 59–62           | Quimsa       | Rio IV                         |  |
|                  |                    |                 |              |                                |  |
|                  | Estadísticas       | Reporte Pts Reb | Estadísticas | Pabellón: Juan Bautista Grassi |  |

| 09/11/2024 19:00 | Montmartre   | 54–76           | Instituto    |                            |  |
|                  |              |                 |              |                            |  |
|                  | Estadísticas | Reporte Pts Reb | Estadísticas | Pabellón: C. A. Montmartre |  |

| 10/11/2024 20:00 | Chañares     | 60–47           | Quimsa       | James Craik (Córdoba)      |  |
|                  |              |                 |              |                            |  |
|                  | Estadísticas | Reporte Pts Reb | Estadísticas | Pabellón: Aldo Atilio Moya |  |

| 10/11/2024 20:30 | Riachuelo (LR) | 69–64           | Instituto    | La Rioja                   |  |
|                  |                |                 |              |                            |  |
|                  | Estadísticas   | Reporte Pts Reb | Estadísticas | Pabellón: La Caldera Verde |  |

| 13/11/2024 21:30 | Instituto    | 60–69           | Gorriones (Rio IV) | Córdoba                 |  |
|                  |              |                 |                    |                         |  |
|                  | Estadísticas | Reporte Pts Reb | Estadísticas       | Pabellón: Angel Sandrin |  |

| 15/11/2024 18:00 | Quimsa       | 55–59           | Montmartre   | Santiago del Estero |  |
|                  |              |                 |              |                     |  |
|                  | Estadísticas | Reporte Pts Reb | Estadísticas | Pabellón: Ciudad    |  |

| 16/11/2024 19:30 | Quimsa       | 63–60           | Riachuelo (LR) | Santiago del Estero     |  |
|                  |              |                 |                |                         |  |
|                  | Estadísticas | Reporte Pts Reb | Estadísticas   | Pabellón: Israel Parnas |  |

| 17/11/2024 20:30 | Instituto    | 91–58           | Chañares     | Córdoba                 |  |
|                  |              |                 |              |                         |  |
|                  | Estadísticas | Reporte Pts Reb | Estadísticas | Pabellón: Angel Sandrin |  |

| 19/11/2024 19:30 | Montmartre   | 63–79           | Quimsa       |                            |  |
|                  |              |                 |              |                            |  |
|                  | Estadísticas | Reporte Pts Reb | Estadísticas | Pabellón: C. A. Montmartre |  |

| 20/11/2024 20:30 | Gorriones (Rio IV) | 62–50           | Instituto    | Rio Cuarto                     |  |
|                  |                    |                 |              |                                |  |
|                  | Estadísticas       | Reporte Pts Reb | Estadísticas | Pabellón: Juan Bautista Grassi |  |

| 23/11/2024 12:00 | Instituto    | 72–45           | Quimsa       | Córdoba                 |  |
|                  |              |                 |              |                         |  |
|                  | Estadísticas | Reporte Pts Reb | Estadísticas | Pabellón: Angel Sandrin |  |

| 24/11/2024 21:00 | Riachuelo (LR) | 74–54           | Quimsa       | La Rioja                   |  |
|                  |                |                 |              |                            |  |
|                  | Estadísticas   | Reporte Pts Reb | Estadísticas | Pabellón: La Caldera Verde |  |

| 27 de noviembre 20:00 | Riachuelo (LR)                                         | 103–57               | Montmartre                                          | Chilecito (La Rioja)     |  |
|                       |                                                        |                      |                                                     |                          |  |
|                       | Estadísticas Agustina Garcia 16 M. Bazan 10 M. Bazan 7 | Reporte Pts Reb Asts | Estadísticas P. Alegre 17 Acevedo, M. 8 P. Alegre 2 | Pabellón: C.A. Chilecito |  |

| 30/11/2024 21:00 | Riachuelo (LR) | 66–62           | Gorriones (Rio IV) | La Rioja                   |  |
|                  |                |                 |                    |                            |  |
|                  | Estadísticas   | Reporte Pts Reb | Estadísticas       | Pabellón: La Caldera Verde |  |

| 30/11/2024 21:30 | Montmartre   | 60–62           | Chañares     | La Rioja                   |  |
|                  |              |                 |              |                            |  |
|                  | Estadísticas | Reporte Pts Reb | Estadísticas | Pabellón: C. A. Montmartre |  |

| 01/12/2024 20:00 | Montmartre   | 62–72           | Gorriones (Rio IV) | La Rioja                   |  |
|                  |              |                 |                    |                            |  |
|                  | Estadísticas | Reporte Pts Reb | Estadísticas       | Pabellón: C. A. Montmartre |  |

| 01/12/2024 20:30 | Riachuelo (LR) | 77–52           | Chañares     | La Rioja                   |  |
|                  |                |                 |              |                            |  |
|                  | Estadísticas   | Reporte Pts Reb | Estadísticas | Pabellón: La Caldera Verde |  |

| 04/12/2024 21:00 | Chañares     | 73–71           | Gorriones (Rio IV) |                            |  |
|                  |              |                 |                    |                            |  |
|                  | Estadísticas | Reporte Pts Reb | Estadísticas       | Pabellón: Aldo Atilio Moya |  |

| 07/12/2024 20:30 | Quimsa       | 49–62           | Instituto    | Santiago del Estero |  |
|                  |              |                 |              |                     |  |
|                  | Estadísticas | Reporte Pts Reb | Estadísticas | Pabellón: Ciudad    |  |

| 07/12/2024 21:00 | Gorriones (Rio IV) | 56–59           | Riachuelo (LR) | Rio IV                         |  |
|                  |                    |                 |                |                                |  |
|                  | Estadísticas       | Reporte Pts Reb | Estadísticas   | Pabellón: Juan Bautista Grassi |  |

#### Segunda fase
| Equipo | Equipo             | PJ | PG | PP | Pts | PF  | PC  |
| ------ | ------------------ | -- | -- | -- | --- | --- | --- |
| 1.º    | Gorriones (Rio IV) | 3  | 3  | 0  | 6   | 183 | 173 |
| 2.º    | Quimsa             | 3  | 2  | 1  | 5   | 200 | 192 |
| 3.º    | Chañares           | 3  | 1  | 2  | 4   | 194 | 196 |
| 4.º    | Montmartre         | 3  | 0  | 3  | 3   | 198 | 214 |

Actualizado al 17-12-2024. Fuente: LFB
| 13/12/2024 18:00 | Chañares     | 62–65           | Quimsa       | Rio IV                         |  |
|                  |              |                 |              |                                |  |
|                  | Estadísticas | Reporte Pts Reb | Estadísticas | Pabellón: Juan Bautista Grassi |  |

| 13/12/2024 20:30 | Gorriones (Rio IV) | 63–57           | Montmartre   | Rio IV                         |  |
|                  |                    |                 |              |                                |  |
|                  | Estadísticas       | Reporte Pts Reb | Estadísticas | Pabellón: Juan Bautista Grassi |  |

| 14/12/2024 18:00 | Quimsa       | 73–65           | Montmartre   | Rio IV                         |  |
|                  |              |                 |              |                                |  |
|                  | Estadísticas | Reporte Pts Reb | Estadísticas | Pabellón: Juan Bautista Grassi |  |

| 14/12/2024 20:30 | Gorriones (Rio IV) | 55–54           | Chañares     | Rio IV                         |  |
|                  |                    |                 |              |                                |  |
|                  | Estadísticas       | Reporte Pts Reb | Estadísticas | Pabellón: Juan Bautista Grassi |  |

| 15/12/2024 18:00 | Chañares     | 78–76           | Montmartre   | Rio IV                         |  |
|                  |              |                 |              |                                |  |
|                  | Estadísticas | Reporte Pts Reb | Estadísticas | Pabellón: Juan Bautista Grassi |  |

| 15/12/2024 20:30 | Gorriones (Rio IV) | 65–62           | Quimsa       | Rio IV                         |  |
|                  |                    |                 |              |                                |  |
|                  | Estadísticas       | Reporte Pts Reb | Estadísticas | Pabellón: Juan Bautista Grassi |  |

#### Semifinales de conferencia
| Equipo | Equipo             | PJ | PG | PP | Pts | PF  | PC  |
| ------ | ------------------ | -- | -- | -- | --- | --- | --- |
| 1.º    | Riachuelo (LR)     | 3  | 3  | 0  | 6   | 228 | 153 |
| 2.º    | Gorriones (Rio IV) | 3  | 2  | 1  | 5   | 174 | 186 |
| 3.º    | Instituto          | 3  | 1  | 2  | 4   | 188 | 181 |
| 4.º    | Quimsa             | 3  | 0  | 3  | 3   | 148 | 218 |

Actualizado al 27-12-2024. Fuente: LFB
| 20/12/2024 17:00 | Instituto    | 60–61           | Gorriones (Rio IV) | La Rioja                   |  |
|                  |              |                 |                    |                            |  |
|                  | Estadísticas | Reporte Pts Reb | Estadísticas       | Pabellón: La Caldera Verde |  |

| 20/12/2024 19:00 | Riachuelo (LR) | 80–50           | Quimsa       | La Rioja                   |  |
|                  |                |                 |              |                            |  |
|                  | Estadísticas   | Reporte Pts Reb | Estadísticas | Pabellón: La Caldera Verde |  |

| 21/12/2024 16:00 | Gorriones (Rio IV) | 61–48           | Quimsa       | La Rioja                   |  |
|                  |                    |                 |              |                            |  |
|                  | Estadísticas       | Reporte Pts Reb | Estadísticas | Pabellón: La Caldera Verde |  |

| 21/12/2024 18:00 | Riachuelo (LR) | 70–51           | Instituto    | La Rioja                   |  |
|                  |                |                 |              |                            |  |
|                  | Estadísticas   | Reporte Pts Reb | Estadísticas | Pabellón: La Caldera Verde |  |

| 22/12/2024 15:00 | Quimsa       | 50–77           | Instituto    | La Rioja                   |  |
|                  |              |                 |              |                            |  |
|                  | Estadísticas | Reporte Pts Reb | Estadísticas | Pabellón: La Caldera Verde |  |

| 22/12/2024 17:00 | Riachuelo (LR) | 78–52           | Gorriones (Rio IV) | La Rioja                   |  |
|                  |                |                 |                    |                            |  |
|                  | Estadísticas   | Reporte Pts Reb | Estadísticas       | Pabellón: La Caldera Verde |  |

### Conferencia sur

#### Fase regular
| Equipo | Equipo           | PJ | PG | PP | Pts | PF   | PC  |
| ------ | ---------------- | -- | -- | -- | --- | ---- | --- |
| 1.º    | Ferro            | 14 | 12 | 2  | 26  | 1070 | 854 |
| 2.º    | El Talar         | 14 | 10 | 4  | 24  | 925  | 836 |
| 3.º    | Rocamora         | 14 | 8  | 6  | 22  | 825  | 843 |
| 4.º    | Union Florida    | 14 | 8  | 6  | 22  | 887  | 868 |
| 5.º    | Obras            | 14 | 7  | 7  | 21  | 869  | 842 |
| 6.º    | Dep. Berazategui | 14 | 7  | 7  | 21  | 877  | 875 |
| 7.º    | Lanus            | 14 | 2  | 12 | 16  | 739  | 880 |
| 8.º    | Nautico (R)      | 14 | 2  | 12 | 16  | 741  | 935 |

Actualizado al 17-12-2024. Fuente: LFB
| 20/10/2024 19:00 | Lanus                                                | 48–75                | Ferro                                                            | Lanus                     |  |
|                  |                                                      |                      |                                                                  |                           |  |
|                  | Estadísticas Camila Peri 13 Camila Peri 9 M. Scian 4 | Reporte Pts Reb Asts | Estadísticas LUCERO, STEFANIA 19 Julia Fernández 11 M. Barzola 3 | Pabellón: Antonio Rotilli |  |

| 20/10/2024 20:00 | Union Florida | 68–55           | Dep. Berazategui | Vicente López                     |  |
|                  |               |                 |                  |                                   |  |
|                  | Estadísticas  | Reporte Pts Reb | Estadísticas     | Pabellón: Ciudad De Vicente López |  |

| 20/10/2024 20:00 | El Talar     | 59–72           | Obras        | CABA                                        |  |
|                  |              |                 |              |                                             |  |
|                  | Estadísticas | Reporte Pts Reb | Estadísticas | Pabellón: Polideportivo Las Malvinas (AAAJ) |  |

| 20/10/2024 20:30 | Nautico (R)  | 61–57           | Rocamora     | Rosario                   |  |
|                  |              |                 |              |                           |  |
|                  | Estadísticas | Reporte Pts Reb | Estadísticas | Pabellón: Ricardo Velasco |  |

| 22/10/2024 19:00 | Obras                                                              | 52–55                | Dep. Berazategui                                                 | CABA            |  |
|                  |                                                                    |                      |                                                                  |                 |  |
|                  | Estadísticas Margaret Padilla 11 Aylin Astorga 10 Alma Bourgarel 4 | Reporte Pts Reb Asts | Estadísticas Laila Raviolo 21 Jacqueline Soto 15 Laila Raviolo 3 | Pabellón: Obras |  |

| 22/10/2024 20:30 | Lanús        | 56–61           | El Talar     | Lanús                     |  |
|                  |              |                 |              |                           |  |
|                  | Estadísticas | Reporte Pts Reb | Estadísticas | Pabellón: Antonio Rotilli |  |

| 24/10/2024 21:00 | Union Florida | 52–60           | Rocamora     | Vicente Lopez                     |  |
|                  |               |                 |              |                                   |  |
|                  | Estadísticas  | Reporte Pts Reb | Estadísticas | Pabellón: Ciudad De Vicente Lopez |  |

| 26/10/2024 19:00 | Obras        | 63–50           | Lanus        | CABA            |  |
|                  |              |                 |              |                 |  |
|                  | Estadísticas | Reporte Pts Reb | Estadísticas | Pabellón: Obras |  |

| 26/10/2024 20:00 | Nautico (R)  | 60–87           | Ferro        | Rosario                   |  |
|                  |              |                 |              |                           |  |
|                  | Estadísticas | Reporte Pts Reb | Estadísticas | Pabellón: Ricardo Velasco |  |

| 27/10/2024 20:00 | Rocamora     | 60–81           | Ferro        | Concepción del Uruguay            |  |
|                  |              |                 |              |                                   |  |
|                  | Estadísticas | Reporte Pts Reb | Estadísticas | Pabellón: Julio Cesar Paccagnella |  |

| 29/10/2024 20:00 | Obras        | 69–50           | Rocamora     | CABA            |  |
|                  |              |                 |              |                 |  |
|                  | Estadísticas | Reporte Pts Reb | Estadísticas | Pabellón: Obras |  |

| 30/10/2024 19:00 | Dep. Berazategui | 83–52           | Lanus        | Temperley                       |  |
|                  |                  |                 |              |                                 |  |
|                  | Estadísticas     | Reporte Pts Reb | Estadísticas | Pabellón: Alejandro "Palo" Metz |  |

| 30/10/2024 20:00 | Nautico (R)  | 45–61           | El Talar     | Rosario                   |  |
|                  |              |                 |              |                           |  |
|                  | Estadísticas | Reporte Pts Reb | Estadísticas | Pabellón: Ricardo Velasco |  |

| 02/11/2024 20:00 | Nautico (R)  | 50–65           | Dep. Berazategui | Rosario                   |  |
|                  |              |                 |                  |                           |  |
|                  | Estadísticas | Reporte Pts Reb | Estadísticas     | Pabellón: Ricardo Velasco |  |

| 03/11/2024 20:00 | Rocamora     | 73–53           | Dep. Berazategui | Concepción del Uruguay            |  |
|                  |              |                 |                  |                                   |  |
|                  | Estadísticas | Reporte Pts Reb | Estadísticas     | Pabellón: Julio Cesar Paccagnella |  |

| 03/11/2024 21:30 | Ferro        | 79–70           | El Talar     | CABA                     |  |
|                  |              |                 |              |                          |  |
|                  | Estadísticas | Reporte Pts Reb | Estadísticas | Pabellón: Hector Etchart |  |

| 06/11/2024 20:30 | Union Florida | 63–39           | Lanus        | Vicente Lopez                     |  |
|                  |               |                 |              |                                   |  |
|                  | Estadísticas  | Reporte Pts Reb | Estadísticas | Pabellón: Ciudad de Vicente Lopez |  |

| 06/11/2024 22:00 | El Talar     | 67–65           | Rocamora     | CABA                     |  |
|                  |              |                 |              |                          |  |
|                  | Estadísticas | Reporte Pts Reb | Estadísticas | Pabellón: Hector Etchart |  |

| 08/11/2024 20:00 | Unión Florida | 74–45           | Nautico (R)  | Vicente López                     |  |
|                  |               |                 |              |                                   |  |
|                  | Estadísticas  | Reporte Pts Reb | Estadísticas | Pabellón: Ciudad De Vicente Lopez |  |

| 08/11/2024 21:00 | Dep. Berazategui | 56–84           | Ferro        | Temperley                       |  |
|                  |                  |                 |              |                                 |  |
|                  | Estadísticas     | Reporte Pts Reb | Estadísticas | Pabellón: Alejandro "Palo" Metz |  |

| 09/11/2024 18:00 | Lanús        | 64–46           | Nautico (R)  | Lanús                     |  |
|                  |              |                 |              |                           |  |
|                  | Estadísticas | Reporte Pts Reb | Estadísticas | Pabellón: Antonio Rotilli |  |

| 10/11/2024 20:00 | Rocamora     | 53–49           | El Talar     | Concepción del Uruguay            |  |
|                  |              |                 |              |                                   |  |
|                  | Estadísticas | Reporte Pts Reb | Estadísticas | Pabellón: Julio Cesar Paccagnella |  |

| 12/11/2024 20:00 | Lanús        | 50–57           | Obras        | Lanús                     |  |
|                  |              |                 |              |                           |  |
|                  | Estadísticas | Reporte Pts Reb | Estadísticas | Pabellón: Antonio Rotilli |  |

| 13/11/2024 22:00 | El Talar     | 60–53           | Dep. Berazategui | CABA                     |  |
|                  |              |                 |                  |                          |  |
|                  | Estadísticas | Reporte Pts Reb | Estadísticas     | Pabellón: Hector Etchart |  |

| 14/11/2024 20:30 | Lanús        | 46–58           | Rocamora     | Lanús                     |  |
|                  |              |                 |              |                           |  |
|                  | Estadísticas | Reporte Pts Reb | Estadísticas | Pabellón: Antonio Rotilli |  |

| 14/11/2024 21:00 | Ferro        | 82–62           | Unión Florida | CABA                     |  |
|                  |              |                 |               |                          |  |
|                  | Estadísticas | Reporte Pts Reb | Estadísticas  | Pabellón: Hector Etchart |  |

| 15/11/2024 20:00 | Ferro        | 76–64           | Nautico (R)  | CABA                     |  |
|                  |              |                 |              |                          |  |
|                  | Estadísticas | Reporte Pts Reb | Estadísticas | Pabellón: Hector Etchart |  |

| 16/11/2024 19:00 | Obras        | 57–63           | Nautico (R)  | CABA            |  |
|                  |              |                 |              |                 |  |
|                  | Estadísticas | Reporte Pts Reb | Estadísticas | Pabellón: Obras |  |

| 16/11/2024 20:00 | Lanús        | 69–72           | Unión Florida | Lanús                     |  |
|                  |              |                 |               |                           |  |
|                  | Estadísticas | Reporte Pts Reb | Estadísticas  | Pabellón: Antonio Rotilli |  |

| 17/11/2024 20:00 | Dep. Berazategui | 57–50           | Rocamora     | Temperley                       |  |
|                  |                  |                 |              |                                 |  |
|                  | Estadísticas     | Reporte Pts Reb | Estadísticas | Pabellón: Alejandro "Palo" Metz |  |

| 18/11/2024 12:00 | Unión Florida | 44–53           | Obras        | CABA            |  |
|                  |               |                 |              |                 |  |
|                  | Estadísticas  | Reporte Pts Reb | Estadísticas | Pabellón: Obras |  |

| 20/11/2024 20:00 | Obras        | 60–71           | Ferro        | CABA            |  |
|                  |              |                 |              |                 |  |
|                  | Estadísticas | Reporte Pts Reb | Estadísticas | Pabellón: Obras |  |

| 20/11/2024 21:00 | Nautico (R)  | 46–52           | Lanus        | Rosario                   |  |
|                  |              |                 |              |                           |  |
|                  | Estadísticas | Reporte Pts Reb | Estadísticas | Pabellón: Ricardo Velasco |  |

| 20/11/2024 22:00 | El Talar     | 71–60           | Union Florida | CABA                     |  |
|                  |              |                 |               |                          |  |
|                  | Estadísticas | Reporte Pts Reb | Estadísticas  | Pabellón: Hector Etchart |  |

| 21/11/2024 20:30 | Rocamora     | 59–55           | Lanus        | C. del Uruguay                    |  |
|                  |              |                 |              |                                   |  |
|                  | Estadísticas | Reporte Pts Reb | Estadísticas | Pabellón: Julio Cesar Paccagnella |  |

| 23/11/2024 11:00 | Dep. Berazategui | 70–61           | Union Florida | Berazategui                |  |
|                  |                  |                 |               |                            |  |
|                  | Estadísticas     | Reporte Pts Reb | Estadísticas  | Pabellón: Gimnasio Bottaro |  |

| 23/11/2024 21:00 | Rocamora     | 56–47           | Nautico (R)  | C. del Uruguay                    |  |
|                  |              |                 |              |                                   |  |
|                  | Estadísticas | Reporte Pts Reb | Estadísticas | Pabellón: Julio Cesar Paccagnella |  |

| 24/11/2024 19:30 | Obras        | 59–70           | El Talar     | CABA            |  |
|                  |              |                 |              |                 |  |
|                  | Estadísticas | Reporte Pts Reb | Estadísticas | Pabellón: Obras |  |

| 24/11/2024 20:30 | Ferro        | 65–56           | Lanus        | CABA                     |  |
|                  |              |                 |              |                          |  |
|                  | Estadísticas | Reporte Pts Reb | Estadísticas | Pabellón: Hector Etchart |  |

| 26/11/2024 20:30 | Ferro        | 80–68   | Dep. Berazategui |                          |  |
|                  |              |         |                  |                          |  |
|                  | Estadísticas | Pts Reb | Estadísticas     | Pabellón: Hector Etchart |  |

| 28/11/2024 20:30 | Dep. Berazategui                                              | 56–75                | Obras                                                                    | Temperley                       |  |
|                  |                                                               |                      |                                                                          |                                 |  |
|                  | Estadísticas Sofía Acevedo 20 Laila Raviolo 5 Sofía Acevedo 3 | Reporte Pts Reb Asts | Estadísticas Alma Bourgarel 14 Candela Gentinetta 10 Valeria Fernandez 5 | Pabellón: Alejandro "Palo" Metz |  |

| 28/11/2024 22:00 | El Talar     | 70–56           | Lanus        | CABA                     |  |
|                  |              |                 |              |                          |  |
|                  | Estadísticas | Reporte Pts Reb | Estadísticas | Pabellón: Hector Etchart |  |

| 29/11/2024 21:00 | Rocamora     | 65–51           | Union Florida | Concepción del Uruguay            |  |
|                  |              |                 |               |                                   |  |
|                  | Estadísticas | Reporte Pts Reb | Estadísticas  | Pabellón: Julio Cesar Paccagnella |  |

| 30/11/2024 20:30 | Nautico (R)  | 60–66           | Unión Florida | Rosario                   |  |
|                  |              |                 |               |                           |  |
|                  | Estadísticas | Reporte Pts Reb | Estadísticas  | Pabellón: Ricardo Velasco |  |

| 02/12/2024 19:00 | Obras        | 70–75           | Unión Florida | CABA            |  |
|                  |              |                 |               |                 |  |
|                  | Estadísticas | Reporte Pts Reb | Estadísticas  | Pabellón: Obras |  |

| 02/12/2024 22:00 | El Talar     | 73–54           | Ferro        | CABA                     |  |
|                  |              |                 |              |                          |  |
|                  | Estadísticas | Reporte Pts Reb | Estadísticas | Pabellón: Hector Etchart |  |

| 04/12/2024 20:00 | Dep. Berazategui | 63–76           | El Talar     | Temperley                       |  |
|                  |                  |                 |              |                                 |  |
|                  | Estadísticas     | Reporte Pts Reb | Estadísticas | Pabellón: Alejandro "Palo" Metz |  |

| 04/12/2024 20:30 | Nautico (R)  | 58–68           | Obras        | Rosario                   |  |
|                  |              |                 |              |                           |  |
|                  | Estadísticas | Reporte Pts Reb | Estadísticas | Pabellón: Ricardo Velasco |  |

| 05/12/2024 19:30 | Rocamora     | 62–60           | Obras        | Concepción del Uruguay            |  |
|                  |              |                 |              |                                   |  |
|                  | Estadísticas | Reporte Pts Reb | Estadísticas | Pabellón: Julio Cesar Paccagnella |  |

| 05/12/2024 21:30 | Unión Florida | 66–62           | Ferro        | Vicente López                     |  |
|                  |               |                 |              |                                   |  |
|                  | Estadísticas  | Reporte Pts Reb | Estadísticas | Pabellón: Ciudad De Vicente Lopez |  |

| 06/12/2024 20:00 | Lanús        | 46–62           | Dep. Berazategui | Lanús                     |  |
|                  |              |                 |                  |                           |  |
|                  | Estadísticas | Reporte Pts Reb | Estadísticas     | Pabellón: Antonio Rotilli |  |

| 07/12/2024 21:30 | El Talar     | 71–48           | Nautico (R)  | CABA                                 |  |
|                  |              |                 |              |                                      |  |
|                  | Estadísticas | Reporte Pts Reb | Estadísticas | Pabellón: Polideportivo Las Malvinas |  |

| 08/12/2024 19:00 | Ferro        | 79–54           | Obras        | CABA                     |  |
|                  |              |                 |              |                          |  |
|                  | Estadísticas | Reporte Pts Reb | Estadísticas | Pabellón: Hector Etchart |  |

| 08/12/2024 20:00 | Dep. Berazategui | 81–48           | Nautico (R)  | Temperley                       |  |
|                  |                  |                 |              |                                 |  |
|                  | Estadísticas     | Reporte Pts Reb | Estadísticas | Pabellón: Alejandro "Palo" Metz |  |

| 10 de diciembre 20:00 | Ferro        | 95–57           | Rocamora     | CABA                             |  |
|                       |              |                 |              |                                  |  |
|                       | Estadísticas | Reporte Pts Reb | Estadísticas | Pabellón: Estadio Hector Etchart |  |

| 10 de diciembre 21:30 | Unión Florida | 73–67           | El Talar     | Vicente López                     |  |
|                       |               |                 |              |                                   |  |
|                       | Estadísticas  | Reporte Pts Reb | Estadísticas | Pabellón: Ciudad de Vicente López |  |

#### Segunda fase

##### Grupo 1
| Equipo | Equipo        | PJ | PG | PP | Pts | PF  | PC  |
| ------ | ------------- | -- | -- | -- | --- | --- | --- |
| 1.º    | Ferro         | 3  | 3  | 0  | 6   | 234 | 165 |
| 2.º    | Obras         | 3  | 2  | 1  | 5   | 207 | 174 |
| 3.º    | Union Florida | 3  | 1  | 2  | 4   | 215 | 194 |
| 4.º    | Nautico (R)   | 3  | 0  | 3  | 3   | 141 | 264 |

Actualizado al 17-12-2024. Fuente: LFB
| 14/12/2024 18:00 | Unión Florida | 65–69           | Obras        | CABA                     |  |
|                  |               |                 |              |                          |  |
|                  | Estadísticas  | Reporte Pts Reb | Estadísticas | Pabellón: Hector Etchart |  |

| 14/12/2024 20:30 | Ferro        | 90–51           | Nautico (R)  | CABA                     |  |
|                  |              |                 |              |                          |  |
|                  | Estadísticas | Reporte Pts Reb | Estadísticas | Pabellón: Hector Etchart |  |

| 15/12/2024 11:00 | Obras        | 82–41           | Nautico (R)  | CABA                     |  |
|                  |              |                 |              |                          |  |
|                  | Estadísticas | Reporte Pts Reb | Estadísticas | Pabellón: Hector Etchart |  |

| 15/12/2024 13:00 | Ferro        | 76–58           | Union Florida | CABA                     |  |
|                  |              |                 |               |                          |  |
|                  | Estadísticas | Reporte Pts Reb | Estadísticas  | Pabellón: Hector Etchart |  |

| 16/12/2024 19:00 | Unión Florida | 92–49           | Nautico (R)  | CABA                     |  |
|                  |               |                 |              |                          |  |
|                  | Estadísticas  | Reporte Pts Reb | Estadísticas | Pabellón: Hector Etchart |  |

| 17/12/2024 15:00 | Ferro        | 68–56           | Obras        | CABA                     |  |
|                  |              |                 |              |                          |  |
|                  | Estadísticas | Reporte Pts Reb | Estadísticas | Pabellón: Hector Etchart |  |

##### Grupo 2
| Equipo | Equipo           | PJ | PG | PP | Pts | PF  | PC  |
| ------ | ---------------- | -- | -- | -- | --- | --- | --- |
| 1.º    | Dep. Berazategui | 3  | 3  | 0  | 6   | 172 | 146 |
| 2.º    | El Talar         | 3  | 2  | 1  | 5   | 198 | 158 |
| 3.º    | Rocamora         | 3  | 1  | 2  | 4   | 169 | 178 |
| 4.º    | Lanus            | 3  | 0  | 3  | 3   | 147 | 204 |

Actualizado al 17-12-2024. Fuente: LFB
| 14/12/2024 13:00 | El Talar     | 78–44           | Lanús        | Lanús                    |  |
|                  |              |                 |              |                          |  |
|                  | Estadísticas | Reporte Pts Reb | Estadísticas | Pabellón: Antonio Rotili |  |

| 14/12/2024 15:30 | Rocamora     | 42–59           | Dep. Berazategui | Lanús                    |  |
|                  |              |                 |                  |                          |  |
|                  | Estadísticas | Reporte Pts Reb | Estadísticas     | Pabellón: Antonio Rotili |  |

| 15/12/2024 13:00 | El Talar     | 67–59           | Rocamora     | Lanús                    |  |
|                  |              |                 |              |                          |  |
|                  | Estadísticas | Reporte Pts Reb | Estadísticas | Pabellón: Antonio Rotili |  |

| 15/12/2024 15:30 | Lanús        | 51–58           | Dep. Berazategui | Lanús                    |  |
|                  |              |                 |                  |                          |  |
|                  | Estadísticas | Reporte Pts Reb | Estadísticas     | Pabellón: Antonio Rotili |  |

| 16/12/2024 17:00 | Lanús        | 52–68           | Rocamora     | Lanús                    |  |
|                  |              |                 |              |                          |  |
|                  | Estadísticas | Reporte Pts Reb | Estadísticas | Pabellón: Antonio Rotili |  |

| 16/12/2024 19:30 | Dep. Berazategui | 55–53           | El Talar     | Lanús                    |  |
|                  |                  |                 |              |                          |  |
|                  | Estadísticas     | Reporte Pts Reb | Estadísticas | Pabellón: Antonio Rotili |  |

#### Semifinales de conferencia
| Equipo | Equipo           | PJ | PG | PP | Pts | PF  | PC  |
| ------ | ---------------- | -- | -- | -- | --- | --- | --- |
| 1.º    | El Talar         | 3  | 3  | 0  | 6   | 232 | 197 |
| 2.º    | Ferro            | 3  | 2  | 1  | 5   | 206 | 170 |
| 3.º    | Obras            | 3  | 1  | 2  | 4   | 197 | 220 |
| 4.º    | Dep. Berazategui | 3  | 0  | 3  | 3   | 162 | 210 |

Actualizado al 27-12-2024. Fuente: LFB
| 20/12/2024 15:00 | Dep. Berazategui | 56–59           | Obras        | CABA                     |  |
|                  |                  |                 |              |                          |  |
|                  | Estadísticas     | Reporte Pts Reb | Estadísticas | Pabellón: Hector Etchart |  |

| 20/12/2024 17:30 | Ferro        | 60–63           | El Talar     | CABA                     |  |
|                  |              |                 |              |                          |  |
|                  | Estadísticas | Reporte Pts Reb | Estadísticas | Pabellón: Hector Etchart |  |

| 21/12/2024 15:00 | El Talar     | 77–61           | Dep. Berazategui | CABA                     |  |
|                  |              |                 |                  |                          |  |
|                  | Estadísticas | Reporte Pts Reb | Estadísticas     | Pabellón: Hector Etchart |  |

| 21/12/2024 18:00 | Ferro        | 72–62           | Obras        | CABA                     |  |
|                  |              |                 |              |                          |  |
|                  | Estadísticas | Reporte Pts Reb | Estadísticas | Pabellón: Hector Etchart |  |

| 22/12/2024 15:00 | Obras        | 76–92           | El Talar     | CABA                     |  |
|                  |              |                 |              |                          |  |
|                  | Estadísticas | Reporte Pts Reb | Estadísticas | Pabellón: Hector Etchart |  |

| 22/12/2024 18:00 | Ferro        | 74–45           | Dep. Berazategui | CABA                     |  |
|                  |              |                 |                  |                          |  |
|                  | Estadísticas | Reporte Pts Reb | Estadísticas     | Pabellón: Hector Etchart |  |

### Final four
|  | Semifinales        | Semifinales |    |                | Final              | Final |  |
|  |                    |             |    |                |                    |       |  |
|  |                    |             |    |                |                    |       |  |
|  | 11 de enero        |             |    |                |                    |       |  |
|  | Riachuelo (LR)     | 53          |    |                |                    |       |  |
|  | Ferro              | 81          |    |                |                    |       |  |
|  |                    |             |    |                |                    |       |  |
|  |                    |             |    |                | 12 de enero        |       |  |
|  |                    |             |    |                | Ferro              | 94    |  |
|  |                    | El Talar    | 99 |                |                    |       |  |
|  |                    |             |    |                |                    |       |  |
|  |                    |             |    |                |                    |       |  |
|  |                    |             |    |                | Tercer lugar       |       |  |
|  | 11 de enero        | 11 de enero |    | 12 de enero    | 12 de enero        |       |  |
|  | El Talar           | 82          |    | Riachuelo (LR) | 71                 |       |  |
|  | Gorriones (Rio IV) | 51          |    |                | Gorriones (Rio IV) | 46    |  |

#### Semifinales
| 11/1/2025 18:00 | Riachuelo (LR)                                                            | 53–81                | Ferro                                                               | CABA                     |  |
|                 |                                                                           |                      |                                                                     |                          |  |
|                 | Estadísticas Ornella Santelli 9 Ornella Santelli 6 M.Gervasio 6 J. Tell 4 | Reporte Pts Reb Asts | Estadísticas Florencia Fernández 16 Stefania Lucero 13 Dalma Piri 7 | Pabellón: Hector Etchart |  |

| 11/1/2025 | El Talar                                                   | 82–51                | Gorriones (Rio IV)                                                 | CABA                     |  |
|           |                                                            |                      |                                                                    |                          |  |
|           | Estadísticas Luciana Delabarba 22 Luna Cao 9 Julieta Ale 8 | Reporte Pts Reb Asts | Estadísticas Valentina Numa 17 Romina Moreira 10 Lucia Pispieiro 4 | Pabellón: Hector Etchart |  |

#### Partido por el tercer puesto
| 12/1/2025 18:00 | Riachuelo (LR)                                                   | 71–46                | Gorriones (Rio IV)                                                 | CABA                     |  |
|                 |                                                                  |                      |                                                                    |                          |  |
|                 | Estadísticas Agustina García 17 Julieta Tell 7 Agustina García 8 | Reporte Pts Reb Asts | Estadísticas Florencia Ortiz 14 Lucia Pispieiro 8 Valentina Numa 3 | Pabellón: Hector Etchart |  |

#### Final
| 12/1/2025 20:30 | Ferro                                                                    | 94–99                | El Talar                                                       | CABA                     |  |
|                 | Parciales: 16-12, 13-15, 22-23, 20-21 (T.E.: 11-11) , 12-17              |                      |                                                                |                          |  |
|                 | Estadísticas Candela Foresto 19 Florencia Fernández 19 Candela Foresto 3 | Reporte Pts Reb Asts | Estadísticas Luciana Delabarba 45 Julieta Ale 15 Julieta Ale 6 | Pabellón: Hector Etchart |  |

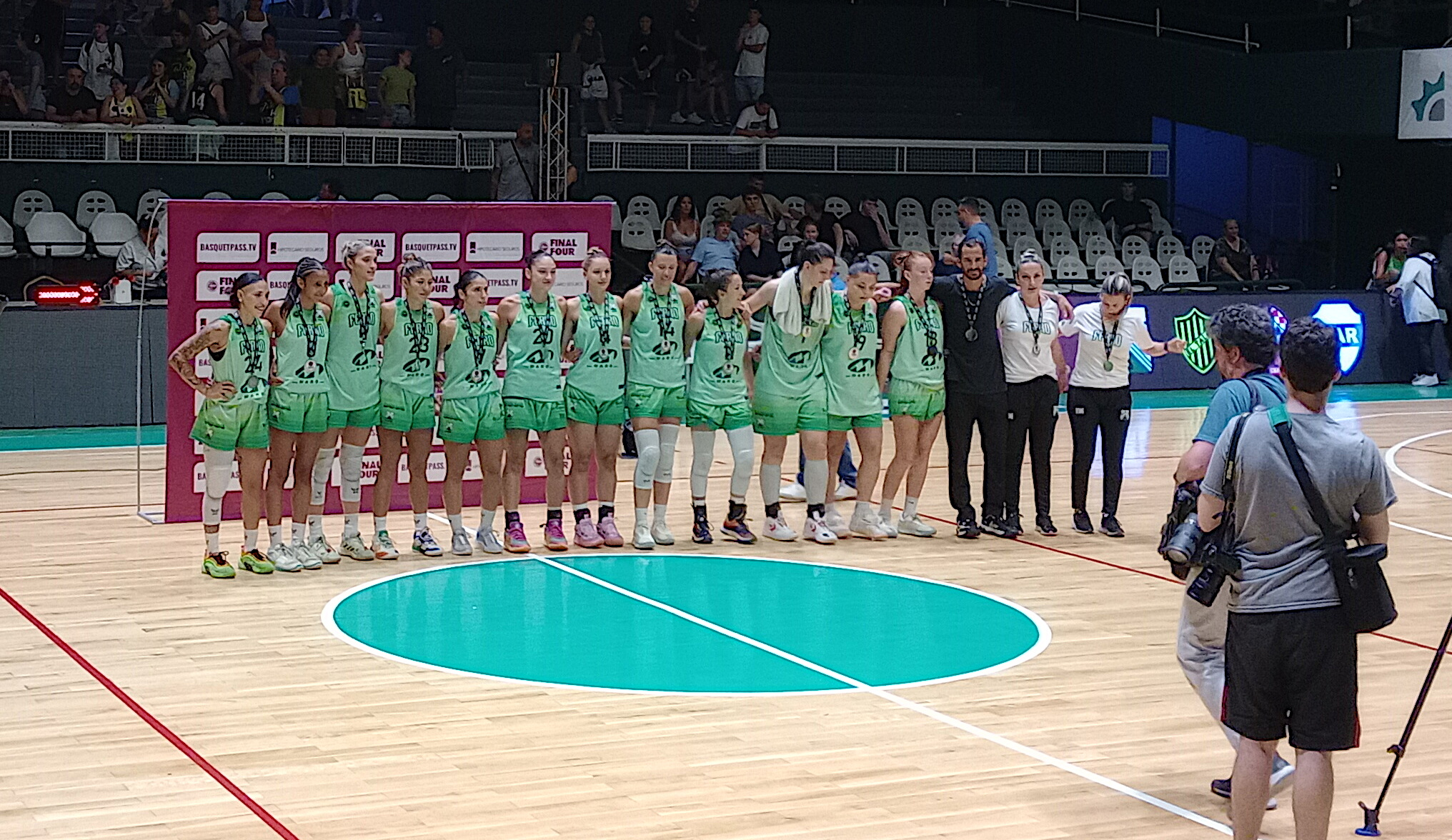
Ferro, subcampeón del torneo apertura.
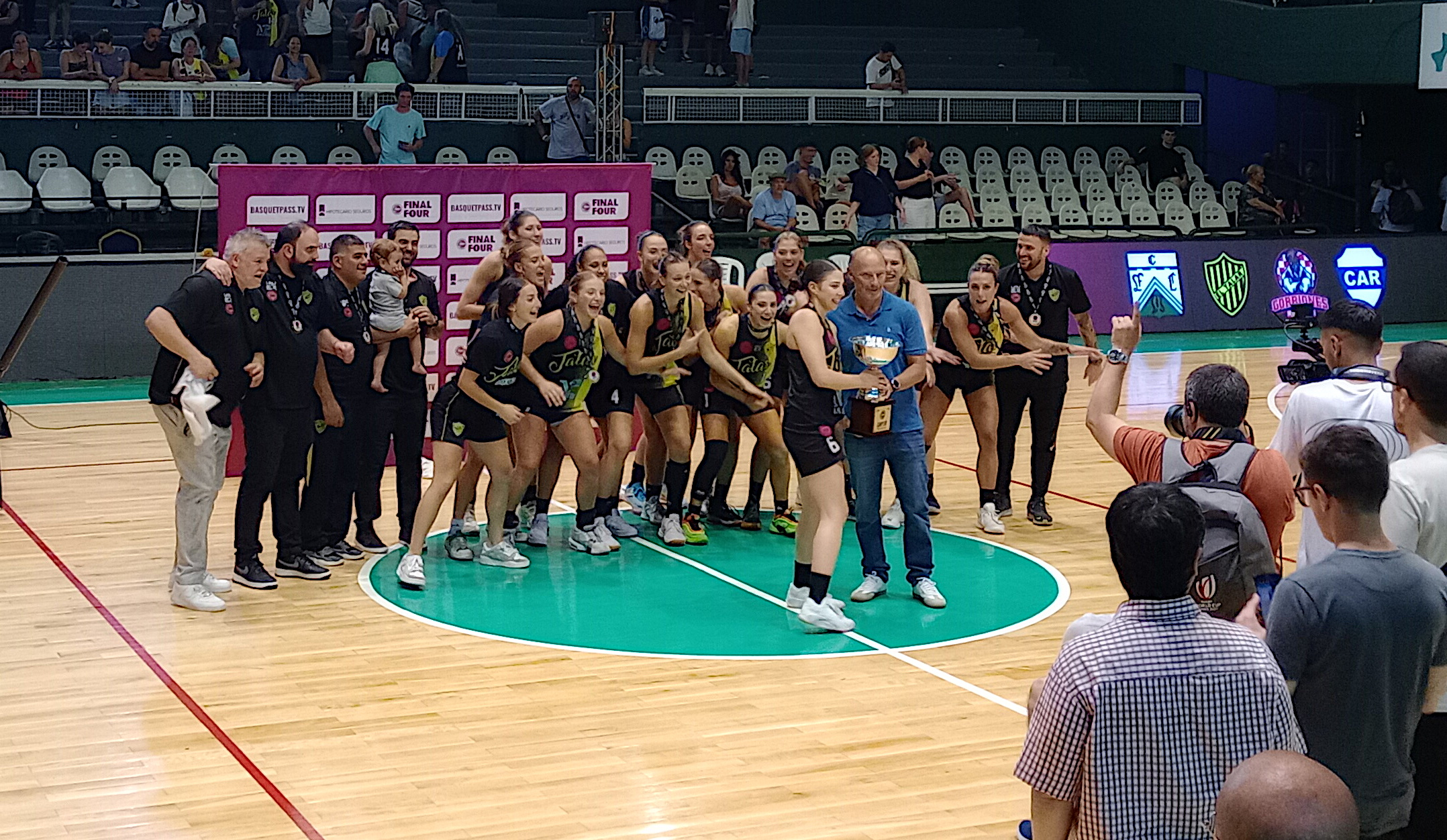
El plantel de El Talar recibiendo el trofeo por el campeonato.

## Liga Femenina 2025

### Conferencia norte
| Equipo | Equipo             | PJ | PG | PP | Pts | PF  | PC   |
| ------ | ------------------ | -- | -- | -- | --- | --- | ---- |
| 1.º    | Riachuelo (LR)     | 10 | 9  | 1  | 19  | 773 | 484  |
| 2.º    | Instituto          | 10 | 8  | 2  | 18  | 782 | 545  |
| 3.º    | Gorriones (Rio IV) | 10 | 5  | 5  | 15  | 697 | 538  |
| 4.º    | Quimsa             | 10 | 5  | 5  | 15  | 670 | 594  |
| 5.º    | ChañAres           | 10 | 3  | 7  | 13  | 682 | 593  |
| 6.º    | Montmartre         | 10 | 0  | 10 | 10  | 295 | 1145 |

Actualizado al 17-03-2025. Fuente: LFB

#### Fase regular
| 16 de enero 20:30 | Deportivo Chañares | 136–18          | Montmartre   |                            |  |
|                   |                    |                 |              |                            |  |
|                   | Estadísticas       | Reporte Pts Reb | Estadísticas | Pabellón: Aldo Atilio Moya |  |

| 17 de enero | Gorriones    | 103–17          | Montmartre   | Rio Cuarto                     |  |
|             |              |                 |              |                                |  |
|             | Estadísticas | Reporte Pts Reb | Estadísticas | Pabellón: Juan Bautista Grassi |  |

| 20/01/2025 21:00 | Montmartre   | 29–117          | Riachuelo (LR) | La Rioja                   |  |
|                  |              |                 |                |                            |  |
|                  | Estadísticas | Reporte Pts Reb | Estadísticas   | Pabellón: C. A. Montmartre |  |

| 21/01/2025 20:30 | Quimsa       | 55–63           | Chañares     | Santiago del Estero |  |
|                  |              |                 |              |                     |  |
|                  | Estadísticas | Reporte Pts Reb | Estadísticas | Pabellón: Ciudad    |  |

| 22/01/2025 20:30 | Instituto    | 138–20          | Montmartre   | Córdoba                 |  |
|                  |              |                 |              |                         |  |
|                  | Estadísticas | Reporte Pts Reb | Estadísticas | Pabellón: Angel Sandrin |  |

| 22/01/2025 22:00 | Quimsa       | 59–54           | Gorriones (Rio IV) | Santiago del Estero |  |
|                  |              |                 |                    |                     |  |
|                  | Estadísticas | Reporte Pts Reb | Estadísticas       | Pabellón: Ciudad    |  |

| 26/01/2025 19:30 | Instituto    | 63–61           | Riachuelo (LR) | Córdoba                 |  |
|                  |              |                 |                |                         |  |
|                  | Estadísticas | Reporte Pts Reb | Estadísticas   | Pabellón: Angel Sandrin |  |

| 28/01/2025 20:30 | Gorriones (Rio IV) | 69–55           | Chañares     | Rio IV                         |  |
|                  |                    |                 |              |                                |  |
|                  | Estadísticas       | Reporte Pts Reb | Estadísticas | Pabellón: Juan Bautista Grassi |  |

| 04/02/2025 21:00 | Gorriones (Rio IV) | 82–68           | Quimsa       | Rio Cuarto                     |  |
|                  |                    |                 |              |                                |  |
|                  | Estadísticas       | Reporte Pts Reb | Estadísticas | Pabellón: Juan Bautista Grassi |  |

| 04/02/2025 21:30 | Riachuelo (LR) | 71–67           | Instituto    | La Rioja                     |  |
|                  |                |                 |              |                              |  |
|                  | Estadísticas   | Reporte Pts Reb | Estadísticas | Pabellón: Superdomo La Rioja |  |

| 05/02/2025 21:00 | Chañares     | 54–56           | Quimsa       | James Craik                |  |
|                  |              |                 |              |                            |  |
|                  | Estadísticas | Reporte Pts Reb | Estadísticas | Pabellón: Aldo Atilio Moya |  |

| 05/02/2025 21:30 | Montmartre   | 40–118          | Instituto    | La Rioja                   |  |
|                  |              |                 |              |                            |  |
|                  | Estadísticas | Reporte Pts Reb | Estadísticas | Pabellón: C. A. Montmartre |  |

| 08/02/2025 20:10 | Instituto    | 58–49           | Gorriones (Rio IV) | Córdoba                 |  |
|                  |              |                 |                    |                         |  |
|                  | Estadísticas | Reporte Pts Reb | Estadísticas       | Pabellón: Angel Sandrin |  |

| 09/02/2025 20:00 | Quimsa       | 37–49           | Riachuelo (LR) | Santiago de Estero |  |
|                  |              |                 |                |                    |  |
|                  | Estadísticas | Reporte Pts Reb | Estadísticas   | Pabellón: Ciudad   |  |

| 11/02/2025 21:00 | Quimsa       | 100–41          | Montmartre   | Santiago de Estero |  |
|                  |              |                 |              |                    |  |
|                  | Estadísticas | Reporte Pts Reb | Estadísticas | Pabellón: Ciudad   |  |

| 13/02/2025 20:30 | Instituto    | 71–51           | ChañAres     | Córdoba                 |  |
|                  |              |                 |              |                         |  |
|                  | Estadísticas | Reporte Pts Reb | Estadísticas | Pabellón: Angel Sandrin |  |

| 16/02/2025 21:00 | Gorriones (Rio IV) | 60–68           | Instituto    | Rio Cuarto                     |  |
|                  |                    |                 |              |                                |  |
|                  | Estadísticas       | Reporte Pts Reb | Estadísticas | Pabellón: Juan Bautista Grassi |  |

| 19/02/2025 21:00 | Montmartre   | 42–103          | Quimsa       | La Rioja                   |  |
|                  |              |                 |              |                            |  |
|                  | Estadísticas | Reporte Pts Reb | Estadísticas | Pabellón: C. A. Montmartre |  |

| 20/02/2025 21:00 | Riachuelo (LR) | 73–55           | Quimsa       | La Rioja                     |  |
|                  |                |                 |              |                              |  |
|                  | Estadísticas   | Reporte Pts Reb | Estadísticas | Pabellón: Superdomo La Rioja |  |

| 23/02/2025 19:30 | Riachuelo (LR) | 104–18          | Montmartre   | La Rioja                     |  |
|                  |                |                 |              |                              |  |
|                  | Estadísticas   | Reporte Pts Reb | Estadísticas | Pabellón: Superdomo La Rioja |  |

| 23/02/2025 21:00 | Chañares     | 56–63           | Instituto    | James Craik                |  |
|                  |              |                 |              |                            |  |
|                  | Estadísticas | Reporte Pts Reb | Estadísticas | Pabellón: Aldo Atilio Moya |  |

| 26/02/2025 21:30 | Montmartre   | 39–101          | Chañares     | La Rioja                   |  |
|                  |              |                 |              |                            |  |
|                  | Estadísticas | Reporte Pts Reb | Estadísticas | Pabellón: C. A. Montmartre |  |

| 27/02/2025 21:00 | Montmartre   | 31–125  | Gorriones (Rio IV) | La Rioja                   |  |
|                  |              |         |                    |                            |  |
|                  | Estadísticas | Pts Reb | Estadísticas       | Pabellón: C. A. Montmartre |  |

| 27/02/2025 21:30 | Riachuelo (LR) | 90–55   | Chañares     | La Rioja                     |  |
|                  |                |         |              |                              |  |
|                  | Estadísticas   | Pts Reb | Estadísticas | Pabellón: Superdomo La Rioja |  |

| 01/03/2025 20:10 | Instituto    | 68–74   | Quimsa       | Córdoba                 |  |
|                  |              |         |              |                         |  |
|                  | Estadísticas | Pts Reb | Estadísticas | Pabellón: Angel Sandrin |  |

| 03/03/2025 21:00 | Chañares     | 45–61   | Gorriones (Rio IV) | James Craik                |  |
|                  |              |         |                    |                            |  |
|                  | Estadísticas | Pts Reb | Estadísticas       | Pabellón: Aldo Atilio Moya |  |

| 06/03/2025 22:00 | Quimsa       | 63–68   | Instituto    |                         |  |
|                  |              |         |              |                         |  |
|                  | Estadísticas | Pts Reb | Estadísticas | Pabellón: Israel Parnas |  |

| 08/03/2025 21:00 | Gorriones (Rio IV) | 53–67   | Riachuelo (LR) | Rio Cuarto                     |  |
|                  |                    |         |                |                                |  |
|                  | Estadísticas       | Pts Reb | Estadísticas   | Pabellón: Juan Bautista Grassi |  |

| 09/03/2025 21:00 | Chañares     | 66–71   | Riachuelo (LR) | James Craik                |  |
|                  |              |         |                |                            |  |
|                  | Estadísticas | Pts Reb | Estadísticas   | Pabellón: Aldo Atilio Moya |  |

| 14/03/2025 18:30 | Riachuelo (LR) | 70–41           | Gorriones (Rio IV) | La Rioja                     |  |
|                  |                |                 |                    |                              |  |
|                  | Estadísticas   | Reporte Pts Reb | Estadísticas       | Pabellón: Superdomo La Rioja |  |

#### Play offs
|  | Cuartos de final   | Cuartos de final | Cuartos de final   |    |                     | Semifinales | Semifinales | Semifinales         | Semifinales |    |  | Final de conferencia | Final de conferencia | Final de conferencia |  |
|  |                    |                  |                    |    |                     |             |             |                     |             |    |  |                      |                      |                      |  |
|  |                    |                  |                    |    |                     |             |             |                     |             |    |  |                      |                      |                      |  |
|  | Montmartre         | 31               | 18                 |    |                     |             |             |                     |             |    |  |                      |                      |                      |  |
|  | Montmartre         | 31               | 18                 |    |                     |             |             |                     |             |    |  |                      |                      |                      |  |
|  | Gorriones (Rio IV) | 113              | 100                |    |                     |             |             |                     |             |    |  |                      |                      |                      |  |
|  | Gorriones (Rio IV) | 113              | 100                |    | Instituto (Córdoba) | 54          | 48          | 56                  |             |    |  |                      |                      |                      |  |
|  |                    |                  |                    |    | Instituto (Córdoba) | 54          | 48          | 56                  |             |    |  |                      |                      |                      |  |
|  |                    |                  | Gorriones (Rio IV) | 46 | 65                  | 54          |             |                     |             |    |  |                      |                      |                      |  |
|  |                    |                  | Gorriones (Rio IV) | 46 | 65                  | 54          |             |                     |             |    |  |                      |                      |                      |  |
|  |                    |                  |                    |    |                     |             |             |                     |             |    |  |                      |                      |                      |  |
|  |                    |                  |                    |    |                     |             |             |                     |             |    |  |                      |                      |                      |  |
|  |                    |                  |                    |    |                     |             |             | Instituto (Córdoba) | 65          | 66 |  |                      |                      |                      |  |
|  |                    |                  |                    |    |                     |             |             |                     |             | 66 |  |                      |                      |                      |  |
|  |                    |                  | Riachuelo (LR)     | 70 | 81                  |             |             |                     |             |    |  |                      |                      |                      |  |
|  | Chañares           | 80               | Riachuelo (LR)     | 70 | 81                  | 68          |             |                     |             |    |  |                      |                      |                      |  |
|  | Chañares           | 80               |                    |    |                     |             |             |                     |             |    |  |                      |                      |                      |  |
|  | Quimsa             | 56               | 63                 |    |                     |             |             |                     |             |    |  |                      |                      |                      |  |
|  | Quimsa             | 56               | 63                 |    | Riachuelo (LR)      | 75          | 74          |                     |             |    |  |                      |                      |                      |  |
|  |                    |                  |                    |    | Riachuelo (LR)      | 75          | 74          |                     |             |    |  |                      |                      |                      |  |
|  |                    |                  | Chañares           | 39 | 58                  |             |             |                     |             |    |  |                      |                      |                      |  |
|  |                    |                  | Chañares           | 39 | 58                  |             |             |                     |             |    |  |                      |                      |                      |  |
|  |                    |                  |                    |    |                     |             |             |                     |             |    |  |                      |                      |                      |  |
|  |                    |                  |                    |    |                     |             |             |                     |             |    |  |                      |                      |                      |  |
|  |                    |                  |                    |    |                     |             |             |                     |             |    |  |                      |                      |                      |  |
|  |                    |                  |                    |    |                     |             |             |                     |             |    |  |                      |                      |                      |  |

##### Cuartos de final
| 15/03/2025 11:30 | Montmartre   | 31–113          | Gorriones (Rio IV) | La Rioja                   |  |
|                  |              |                 |                    |                            |  |
|                  | Estadísticas | Reporte Pts Reb | Estadísticas       | Pabellón: C. A. Montmartre |  |

| 15/03/2025 19:00 | Chañares     | 80–56           | Quimsa       | James Craik                |  |
|                  |              |                 |              |                            |  |
|                  | Estadísticas | Reporte Pts Reb | Estadísticas | Pabellón: Aldo Atilio Moya |  |

| 22/03/2025 11:30 | Gorriones (Rio IV) | 100–18  | Montmartre   | Rio Cuarto                     |  |
|                  |                    |         |              |                                |  |
|                  | Estadísticas       | Pts Reb | Estadísticas | Pabellón: Juan Bautista Grassi |  |

| 22/03/2025 21:00 | Quimsa       | 63–68   | Chañares     | Santiago del Estero |  |
|                  |              |         |              |                     |  |
|                  | Estadísticas | Pts Reb | Estadísticas | Pabellón: Ciudad    |  |

##### Semifinales
| 30/03/2025 19:00 | Gorriones (Rio IV) | 46–54           | Instituto    | Rio Cuarto                     |  |
|                  |                    |                 |              |                                |  |
|                  | Estadísticas       | Reporte Pts Reb | Estadísticas | Pabellón: Juan Bautista Grassi |  |

| 04/04/2025 21:00 | Chañares     | 39–75           | Riachuelo (LR) | James Craik                |  |
|                  |              |                 |                |                            |  |
|                  | Estadísticas | Reporte Pts Reb | Estadísticas   | Pabellón: Aldo Atilio Moya |  |

| 04/04/2025 21:00 | Instituto    | 48–65           | Gorriones (Rio IV) | Córdoba                 |  |
|                  |              |                 |                    |                         |  |
|                  | Estadísticas | Reporte Pts Reb | Estadísticas       | Pabellón: Angel Sandrin |  |

| 06/04/2025 20:30 | Instituto    | 56–54           | Gorriones (Rio IV) | Córdoba                 |  |
|                  |              |                 |                    |                         |  |
|                  | Estadísticas | Reporte Pts Reb | Estadísticas       | Pabellón: Angel Sandrin |  |

| 07/04/2025 18:30 | Riachuelo (LR) | 74–58           | Chañares     | La Rioja                     |  |
|                  |                |                 |              |                              |  |
|                  | Estadísticas   | Reporte Pts Reb | Estadísticas | Pabellón: Superdomo La Rioja |  |

##### Final de conferencia
| 12/04/2025 19:10 | Instituto    | 65–70           | Riachuelo (LR) | Córdoba                 |  |
|                  |              |                 |                |                         |  |
|                  | Estadísticas | Reporte Pts Reb | Estadísticas   | Pabellón: Angel Sandrin |  |

| 19/04/2025 20:00 | Riachuelo (LR) | 81–66           | Instituto    | La Rioja                     |  |
|                  |                |                 |              |                              |  |
|                  | Estadísticas   | Reporte Pts Reb | Estadísticas | Pabellón: Superdomo La Rioja |  |

### Conferencia sur
| Equipo | Equipo           | PJ | PG | PP | Pts | PF   | PC  |
| ------ | ---------------- | -- | -- | -- | --- | ---- | --- |
| 1.º    | Obras            | 14 | 12 | 2  | 26  | 1066 | 802 |
| 2.º    | Ferro            | 14 | 12 | 2  | 26  | 1042 | 878 |
| 3.º    | Union Florida    | 14 | 9  | 5  | 23  | 898  | 858 |
| 4.º    | El Talar         | 14 | 8  | 6  | 22  | 975  | 959 |
| 5.º    | Dep. Berazategui | 14 | 6  | 8  | 20  | 951  | 937 |
| 6.º    | Rocamora         | 14 | 4  | 10 | 18  | 872  | 961 |
| 7.º    | Lanus            | 14 | 3  | 11 | 17  | 787  | 932 |
| 8.º    | Nautico (R)      | 14 | 2  | 12 | 16  | 730  | 994 |

Actualizado al 17-03-2025. Fuente: LFB

#### Fase regular
| 16 de enero 21:00 | Náutico Sportivo Avellaneda | 41–64           | Rocamora     | Rosario                   |  |
|                   |                             |                 |              |                           |  |
|                   | Estadísticas                | Reporte Pts Reb | Estadísticas | Pabellón: Ricardo Velasco |  |

| 16 de enero 20:00 | Lanús        | 48–61           | Ferro        | Lanús                    |  |
|                   |              |                 |              |                          |  |
|                   | Estadísticas | Reporte Pts Reb | Estadísticas | Pabellón: Antonio Rotili |  |

| 17 de enero | El Talar     | 56–83           | Obras        | Lanús                    |  |
|             |              |                 |              |                          |  |
|             | Estadísticas | Reporte Pts Reb | Estadísticas | Pabellón: Antonio Rotili |  |

| 18 de enero 21:00 | Unión Florida | 65–72           | Berazategui  | Vicente López                     |  |
|                   |               |                 |              |                                   |  |
|                   | Estadísticas  | Reporte Pts Reb | Estadísticas | Pabellón: Ciudad de Vicente López |  |

| 20/01/2025 19:30 | Obras        | 89–58           | Dep. Berazategui | CABA            |  |
|                  |              |                 |                  |                 |  |
|                  | Estadísticas | Reporte Pts Reb | Estadísticas     | Pabellón: Obras |  |

| 20/01/2025 21:00 | Unión Florida | 60–48           | Lanus        | Vicente López                     |  |
|                  |               |                 |              |                                   |  |
|                  | Estadísticas  | Reporte Pts Reb | Estadísticas | Pabellón: Ciudad De Vicente López |  |

| 22/01/2025 20:00 | Nautico (R)  | 47–75           | Ferro        | Rosario                   |  |
|                  |              |                 |              |                           |  |
|                  | Estadísticas | Reporte Pts Reb | Estadísticas | Pabellón: Ricardo Velasco |  |

| 22/01/2025 20:00 | Lanus        | 56–65           | El Talar     | Lanús                    |  |
|                  |              |                 |              |                          |  |
|                  | Estadísticas | Reporte Pts Reb | Estadísticas | Pabellón: Antonio Rotili |  |

| 23/01/2025 21:00 | Rocamora     | 71–75           | Ferro        | Concepción del Uruguay            |  |
|                  |              |                 |              |                                   |  |
|                  | Estadísticas | Reporte Pts Reb | Estadísticas | Pabellón: Julio Cesar Paccagnella |  |

| 24/01/2025 19:30 | Obras        | 81–41           | Lanus        | CABA            |  |
|                  |              |                 |              |                 |  |
|                  | Estadísticas | Reporte Pts Reb | Estadísticas | Pabellón: Obras |  |

| 26/01/2025 19:00 | Ferro        | 72–50           | Union Florida | CABA                     |  |
|                  |              |                 |               |                          |  |
|                  | Estadísticas | Reporte Pts Reb | Estadísticas  | Pabellón: Hector Etchart |  |

| 27/01/2025 20:00 | Dep. Berazategui | 71–69           | Lanus        | Lanus                    |  |
|                  |                  |                 |              |                          |  |
|                  | Estadísticas     | Reporte Pts Reb | Estadísticas | Pabellón: Antonio Rotili |  |

| 27/01/2025 21:00 | Nautico (R)  | 0–0     | El Talar     |                           |  |
|                  |              |         |              |                           |  |
|                  | Estadísticas | Pts Reb | Estadísticas | Pabellón: Ricardo Velasco |  |

| 28/01/2025 19:30 | Obras        | 89–68           | Rocamora     | CABA            |  |
|                  |              |                 |              |                 |  |
|                  | Estadísticas | Reporte Pts Reb | Estadísticas | Pabellón: Obras |  |

| 30/01/2025 20:30 | Obras        | 55–57           | Unión Florida | CABA            |  |
|                  |              |                 |               |                 |  |
|                  | Estadísticas | Reporte Pts Reb | Estadísticas  | Pabellón: Obras |  |

| 30/01/2025 21:00 | Nautico (R)  | 45–62           | Dep. Berazategui | Rosario                   |  |
|                  |              |                 |                  |                           |  |
|                  | Estadísticas | Reporte Pts Reb | Estadísticas     | Pabellón: Ricardo Velasco |  |

| 31/01/2025 19:30 | Ferro        | 90–74           | El Talar     | CABA                     |  |
|                  |              |                 |              |                          |  |
|                  | Estadísticas | Reporte Pts Reb | Estadísticas | Pabellón: Hector Etchart |  |

| 31/01/2025 21:10 | Rocamora     | 70–76           | Dep. Berazategui | Concepción del Uruguay            |  |
|                  |              |                 |                  |                                   |  |
|                  | Estadísticas | Reporte Pts Reb | Estadísticas     | Pabellón: Julio Cesar Paccagnella |  |

| 02/02/2025 21:00 | Union Florida | 68–46           | Rocamora     | Vicente Lopez                     |  |
|                  |               |                 |              |                                   |  |
|                  | Estadísticas  | Reporte Pts Reb | Estadísticas | Pabellón: Ciudad De Vicente Lopez |  |

| 03/02/2025 20:30 | Lanús        | 58–84   | Obras        | Lanús                    |  |
|                  |              |         |              |                          |  |
|                  | Estadísticas | Pts Reb | Estadísticas | Pabellón: Antonio Rotili |  |

| 05/02/2025 20:30 | Dep. Berazategui | 65–75   | Ferro        | Lanús                    |  |
|                  |                  |         |              |                          |  |
|                  | Estadísticas     | Pts Reb | Estadísticas | Pabellón: Antonio Rotili |  |

| 06/02/2025 20:30 | El Talar     | 80–64   | Rocamora     | Lanús                    |  |
|                  |              |         |              |                          |  |
|                  | Estadísticas | Pts Reb | Estadísticas | Pabellón: Antonio Rotili |  |

| 07/02/2025 18:00 | Lanús        | 88–54   | Nautico (R)  | Lanús                    |  |
|                  |              |         |              |                          |  |
|                  | Estadísticas | Pts Reb | Estadísticas | Pabellón: Antonio Rotili |  |

| 08/02/2025 21:00 | Rocamora     | 50–68   | El Talar     | Concepción del Uruguay            |  |
|                  |              |         |              |                                   |  |
|                  | Estadísticas | Pts Reb | Estadísticas | Pabellón: Julio Cesar Paccagnella |  |

| 08/02/2025 21:00 | Unión Florida | 70–61   | Nautico (R)  | Vicente Lopez                     |  |
|                  |               |         |              |                                   |  |
|                  | Estadísticas  | Pts Reb | Estadísticas | Pabellón: Ciudad De Vicente Lopez |  |

| 09/02/2025 20:00 | Lanus        | 58–72   | Union Florida | Lanús                    |  |
|                  |              |         |               |                          |  |
|                  | Estadísticas | Pts Reb | Estadísticas  | Pabellón: Antonio Rotili |  |

| 10/02/2025 20:00 | El Talar     | 74–60   | Dep. Berazategui | Lanús                    |  |
|                  |              |         |                  |                          |  |
|                  | Estadísticas | Pts Reb | Estadísticas     | Pabellón: Antonio Rotili |  |

| 10/02/2025 21:00 | Obras        | 73–56   | Ferro        | CABA            |  |
|                  |              |         |              |                 |  |
|                  | Estadísticas | Pts Reb | Estadísticas | Pabellón: Obras |  |

| 11/02/2025 20:00 | Lanus        | 68–62   | Rocamora     | Lanus                    |  |
|                  |              |         |              |                          |  |
|                  | Estadísticas | Pts Reb | Estadísticas | Pabellón: Antonio Rotili |  |

| 12/02/2025 20:00 | Obras        | 85–30   | Nautico (R)  | CABA            |  |
|                  |              |         |              |                 |  |
|                  | Estadísticas | Pts Reb | Estadísticas | Pabellón: Obras |  |

| 13/02/2025 21:00 | Ferro        | 78–59   | Nautico (R)  | CABA                     |  |
|                  |              |         |              |                          |  |
|                  | Estadísticas | Pts Reb | Estadísticas | Pabellón: Hector Etchart |  |

| 14/02/2025 20:30 | Dep. Berazategui | 60–73           | Rocamora     | Lanús                    |  |
|                  |                  |                 |              |                          |  |
|                  | Estadísticas     | Reporte Pts Reb | Estadísticas | Pabellón: Antonio Rotili |  |

| 14/02/2025 21:00 | Union Florida | 60–62           | El Talar     | Vicente Lopez                     |  |
|                  |               |                 |              |                                   |  |
|                  | Estadísticas  | Reporte Pts Reb | Estadísticas | Pabellón: Ciudad De Vicente Lopez |  |

| 15/02/2025 21:10 | Union Florida | 66–63           | Obras        | Vicente Lopez                     |  |
|                  |               |                 |              |                                   |  |
|                  | Estadísticas  | Reporte Pts Reb | Estadísticas | Pabellón: Ciudad De Vicente Lopez |  |

| 17/02/2025 20:30 | Ferro        | 80–83           | Obras        | CABA                     |  |
|                  |              |                 |              |                          |  |
|                  | Estadísticas | Reporte Pts Reb | Estadísticas | Pabellón: Hector Etchart |  |

| 17/02/2025 21:00 | Nautico (R)  | 50–47           | Lanus        | Rosario                   |  |
|                  |              |                 |              |                           |  |
|                  | Estadísticas | Reporte Pts Reb | Estadísticas | Pabellón: Ricardo Velasco |  |

| 18/02/2025 21:00 | Rocamora     | 68–47           | Lanus        | Concepción del Uruguay            |  |
|                  |              |                 |              |                                   |  |
|                  | Estadísticas | Reporte Pts Reb | Estadísticas | Pabellón: Julio Cesar Paccagnella |  |

| 19/02/2025 20:30 | Ferro        | 63–59           | Dep. Berazategui | CABA                     |  |
|                  |              |                 |                  |                          |  |
|                  | Estadísticas | Reporte Pts Reb | Estadísticas     | Pabellón: Hector Etchart |  |

| 20/02/2025 20:00 | Obras        | 77–64           | El Talar     | CABA            |  |
|                  |              |                 |              |                 |  |
|                  | Estadísticas | Reporte Pts Reb | Estadísticas | Pabellón: Obras |  |

| 20/02/2025 20:30 | Rocamora     | 74–55           | Nautico (R)  | Concepción del Uruguay            |  |
|                  |              |                 |              |                                   |  |
|                  | Estadísticas | Reporte Pts Reb | Estadísticas | Pabellón: Julio Cesar Paccagnella |  |

| 23/02/2025 21:00 | Dep. Berazategui | 68–69           | Union Florida | Lanús                    |  |
|                  |                  |                 |               |                          |  |
|                  | Estadísticas     | Reporte Pts Reb | Estadísticas  | Pabellón: Antonio Rotili |  |

| 25/02/2025 20:30 | El Talar     | 57–63           | Lanus        | Lanús                    |  |
|                  |              |                 |              |                          |  |
|                  | Estadísticas | Reporte Pts Reb | Estadísticas | Pabellón: Antonio Rotili |  |

| 26/02/2025 21:00 | Union Florida | 60–67           | Ferro        | CABA            |  |
|                  |               |                 |              |                 |  |
|                  | Estadísticas  | Reporte Pts Reb | Estadísticas | Pabellón: Obras |  |

| 26/02/2025 21:00 | Dep. Berazategui | 71–75           | Obras        | Lanús                    |  |
|                  |                  |                 |              |                          |  |
|                  | Estadísticas     | Reporte Pts Reb | Estadísticas | Pabellón: Antonio Rotili |  |

| 01/03/2025 19:00 | El Talar     | 71–83           | Ferro        | CABA                     |  |
|                  |              |                 |              |                          |  |
|                  | Estadísticas | Reporte Pts Reb | Estadísticas | Pabellón: Hector Etchart |  |

| 01/03/2025 21:00 | Rocamora     | 52–72           | Union Florida | Concepción del Uruguay            |  |
|                  |              |                 |               |                                   |  |
|                  | Estadísticas | Reporte Pts Reb | Estadísticas  | Pabellón: Julio Cesar Paccagnella |  |

| 02/03/2025 19:00 | Nautico (R)  | 68–61           | Union Florida | Rosario                   |  |
|                  |              |                 |               |                           |  |
|                  | Estadísticas | Reporte Pts Reb | Estadísticas  | Pabellón: Ricardo Velasco |  |

| 03/03/2025 20:00 | Dep. Berazategui | 76–88           | El Talar     | Temperley                       |  |
|                  |                  |                 |              |                                 |  |
|                  | Estadísticas     | Reporte Pts Reb | Estadísticas | Pabellón: Alejandro "Palo" Metz |  |

| 03/03/2025 20:30 | Rocamora     | 51–75           | Obras        | Concepción del Uruguay            |  |
|                  |              |                 |              |                                   |  |
|                  | Estadísticas | Reporte Pts Reb | Estadísticas | Pabellón: Julio Cesar Paccagnella |  |

| 04/03/2025 20:30 | Nautico (R)  | 46–54           | Obras        | Rosario                   |  |
|                  |              |                 |              |                           |  |
|                  | Estadísticas | Reporte Pts Reb | Estadísticas | Pabellón: Ricardo Velasco |  |

| 05/03/2025 20:40 | Lanus        | 37–67           | Dep. Berazategui | Lanús                    |  |
|                  |              |                 |                  |                          |  |
|                  | Estadísticas | Reporte Pts Reb | Estadísticas     | Pabellón: Antonio Rotili |  |

| 06/03/2025 20:30 | Ferro        | 87–59           | Rocamora     | CABA                     |  |
|                  |              |                 |              |                          |  |
|                  | Estadísticas | Reporte Pts Reb | Estadísticas | Pabellón: Hector Etchart |  |

| 06/03/2025 21:30 | El Talar     | 81–63           | Nautico (R)  | Tres de febrero  |  |
|                  |              |                 |              |                  |  |
|                  | Estadísticas | Reporte Pts Reb | Estadísticas | Pabellón: Untref |  |

| 07/03/2025 20:30 | Dep. Berazategui | 86–45           | Nautico (R)  | Temperley                       |  |
|                  |                  |                 |              |                                 |  |
|                  | Estadísticas     | Reporte Pts Reb | Estadísticas | Pabellón: Alejandro "Palo" Metz |  |

| 09/03/2025 20:00 | El Talar     | 66–68           | Union Florida | Tres de febrero  |  |
|                  |              |                 |               |                  |  |
|                  | Estadísticas | Reporte Pts Reb | Estadísticas  | Pabellón: Untref |  |

| 11/03/2025 20:00 | Ferro        | 80–59           | Lanus        | CABA                     |  |
|                  |              |                 |              |                          |  |
|                  | Estadísticas | Reporte Pts Reb | Estadísticas | Pabellón: Hector Etchart |  |

| 11/03/2025 21:30 | Nautico (R)  | 66–69           | El Talar     | Rosario                    |  |
|                  |              |                 |              |                            |  |
|                  | Estadísticas | Reporte Pts Reb | Estadísticas | Pabellón: Alfredo Morosano |  |

#### Play offs
|  | Cuartos de final | Cuartos de final | Cuartos de final | Cuartos de final |       |    | Semifinales | Semifinales | Semifinales |  |          | Final de conferencia | Final de conferencia | Final de conferencia | Final de conferencia |  |
|  |                  |                  |                  |                  |       |    |             |             |             |  |          |                      |                      |                      |                      |  |
|  |                  |                  |                  |                  |       |    |             |             |             |  |          |                      |                      |                      |                      |  |
|  | Náutico (R)      | 64               | 43               |                  |       |    |             |             |             |  |          |                      |                      |                      |                      |  |
|  | Náutico (R)      | 64               | 43               |                  |       |    |             |             |             |  |          |                      |                      |                      |                      |  |
|  | Obras            | 70               | 105              |                  |       |    |             |             |             |  |          |                      |                      |                      |                      |  |
|  | Obras            | 70               | 105              |                  | Obras | 51 | 61          |             |             |  |          |                      |                      |                      |                      |  |
|  |                  |                  |                  |                  | Obras | 51 | 61          |             |             |  |          |                      |                      |                      |                      |  |
|  |                  |                  | El Talar         | 58               | 63    |    |             |             |             |  |          |                      |                      |                      |                      |  |
|  | El Talar         | 64               | El Talar         | 58               | 63    | 87 | 74          |             |             |  |          |                      |                      |                      |                      |  |
|  | El Talar         | 64               |                  |                  |       |    |             |             |             |  |          |                      |                      |                      |                      |  |
|  | Berazategui      | 76               | 62               | 67               |       |    |             |             |             |  |          |                      |                      |                      |                      |  |
|  | Berazategui      | 76               | 62               | 67               |       |    |             |             |             |  | El Talar | 52                   | 73                   | 60                   |                      |  |
|  |                  |                  |                  |                  |       |    |             |             |             |  | El Talar | 52                   | 73                   | 60                   |                      |  |
|  |                  |                  | Ferro            | 76               | 70    | 70 |             |             |             |  |          |                      |                      |                      |                      |  |
|  | Ferro            | 85               | Ferro            | 76               | 70    | 70 | 82          |             |             |  |          |                      |                      |                      |                      |  |
|  | Ferro            | 85               |                  |                  |       |    |             |             |             |  |          |                      |                      |                      |                      |  |
|  | Lanús            | 65               | 57               |                  |       |    |             |             |             |  |          |                      |                      |                      |                      |  |
|  | Lanús            | 65               | 57               |                  | Ferro | 79 | 83          |             |             |  |          |                      |                      |                      |                      |  |
|  |                  |                  |                  |                  | Ferro | 79 | 83          |             |             |  |          |                      |                      |                      |                      |  |
|  |                  |                  | Unión Florida    | 63               | 66    |    |             |             |             |  |          |                      |                      |                      |                      |  |
|  | Rocamora         | 56               | Unión Florida    | 63               | 66    | 60 | 59          |             |             |  |          |                      |                      |                      |                      |  |
|  | Rocamora         | 56               |                  |                  |       |    |             |             |             |  |          |                      |                      |                      |                      |  |
|  | Unión Florida    | 63               | 56               | 73               |       |    |             |             |             |  |          |                      |                      |                      |                      |  |
|  | Unión Florida    | 63               | 56               | 73               |       |    |             |             |             |  |          |                      |                      |                      |                      |  |
|  |                  |                  |                  |                  |       |    |             |             |             |  |          |                      |                      |                      |                      |  |

##### Cuartos de final
| 15/03/2025 20:00 | Nautico (R)  | 64–70           | Obras        | Rosario                   |  |
|                  |              |                 |              |                           |  |
|                  | Estadísticas | Reporte Pts Reb | Estadísticas | Pabellón: Ricardo Velasco |  |

| 15/03/2025 21:00 | Rocamora     | 56–63           | Union Florida | Concepción del Uruguay            |  |
|                  |              |                 |               |                                   |  |
|                  | Estadísticas | Reporte Pts Reb | Estadísticas  | Pabellón: Julio Cesar Paccagnella |  |

| 15/03/2025 21:10 | Lanus        | 65–85           | Ferro        | Lanús                    |  |
|                  |              |                 |              |                          |  |
|                  | Estadísticas | Reporte Pts Reb | Estadísticas | Pabellón: Antonio Rotili |  |

| 15/03/2025 21:30 | Dep. Berazategui | 76–64           | El Talar     | Tres de febrero  |  |
|                  |                  |                 |              |                  |  |
|                  | Estadísticas     | Reporte Pts Reb | Estadísticas | Pabellón: Untref |  |

| 22/03/2025 20:00 | El Talar     | 87–62   | Dep. Berazategui | Tres de febrero  |  |
|                  |              |         |                  |                  |  |
|                  | Estadísticas | Pts Reb | Estadísticas     | Pabellón: Untref |  |

| 22/03/2025 20:10 | Obras        | 105–43  | Nautico (R)  | CABA            |  |
|                  |              |         |              |                 |  |
|                  | Estadísticas | Pts Reb | Estadísticas | Pabellón: Obras |  |

| 22/03/2025 20:30 | Ferro        | 82–57   | Lanus        | CABA                     |  |
|                  |              |         |              |                          |  |
|                  | Estadísticas | Pts Reb | Estadísticas | Pabellón: Hector Etchart |  |

| 22/03/2025 22:00 | Union Florida | 56–60   | Rocamora     | Vicente López                     |  |
|                  |               |         |              |                                   |  |
|                  | Estadísticas  | Pts Reb | Estadísticas | Pabellón: Ciudad De Vicente Lopez |  |

| 23/03/2025 20:00 | El Talar     | 74–67   | Dep. Berazategui | Tres de febrero  |  |
|                  |              |         |                  |                  |  |
|                  | Estadísticas | Pts Reb | Estadísticas     | Pabellón: Untref |  |

| 23/03/2025 21:30 | Union Florida | 73–59           | Rocamora     | Vicente López                     |  |
|                  |               |                 |              |                                   |  |
|                  | Estadísticas  | Reporte Pts Reb | Estadísticas | Pabellón: Ciudad De Vicente Lopez |  |

##### Semifinales
| 27/03/2025 21:30 | El Talar     | 58–51           | Obras        | Tres de febrero  |  |
|                  |              |                 |              |                  |  |
|                  | Estadísticas | Reporte Pts Reb | Estadísticas | Pabellón: Untref |  |

| 30/03/2025 21:10 | Union Florida | 63–79           | Ferro        | CABA            |  |
|                  |               |                 |              |                 |  |
|                  | Estadísticas  | Reporte Pts Reb | Estadísticas | Pabellón: Obras |  |

| 01/04/2025 20:30 | Obras        | 61–63           | El Talar     | CABA            |  |
|                  |              |                 |              |                 |  |
|                  | Estadísticas | Reporte Pts Reb | Estadísticas | Pabellón: Obras |  |

| 03/04/2025 20:30 | Ferro        | 83–66           | Union Florida | CABA                     |  |
|                  |              |                 |               |                          |  |
|                  | Estadísticas | Reporte Pts Reb | Estadísticas  | Pabellón: Hector Etchart |  |

##### Final de conferencia
| 10/04/2025 21:30 | El Talar     | 52–76           | Ferro        | Tres de febrero  |  |
|                  |              |                 |              |                  |  |
|                  | Estadísticas | Reporte Pts Reb | Estadísticas | Pabellón: Untref |  |

| 15/04/2025 20:40 | Ferro                                             | 70–73           | El Talar                          | CABA                             |  |
|                  |                                                   |                 |                                   |                                  |  |
|                  | Estadísticas Dalma Piri 17 Florencia Fernández 17 | Reporte Pts Reb | Estadísticas Luciana Delabarba 26 | Pabellón: Estadio Héctor Etchart |  |

| 16/04/2025 20:30 | Ferro        | 70–60           | El Talar     | Tres de febrero  |  |
|                  |              |                 |              |                  |  |
|                  | Estadísticas | Reporte Pts Reb | Estadísticas | Pabellón: Untref |  |

### Final
| 28/04/2025 20:30 | Ferro        | 77–57           | C. A. Riachuelo | CABA                             |  |
|                  |              |                 |                 |                                  |  |
|                  | Estadísticas | Reporte Pts Reb | Estadísticas    | Pabellón: Estadio Héctor Etchart |  |

| 3/5/2025 21:30 | C. A. Riachuelo | 72–50           | Ferro        | La Rioja                     |  |
|                |                 |                 |              |                              |  |
|                | Estadísticas    | Reporte Pts Reb | Estadísticas | Pabellón: Superdomo La Rioja |  |

| 4/5/2025 20:30 | C. A. Riachuelo                                            | 41–59                | Ferro                                                                   | La Rioja                     |  |
|                |                                                            |                      |                                                                         |                              |  |
|                | Estadísticas Julia Centurión 15 Giacone, A. 14 A. García 3 | Reporte Pts Reb Asts | Estadísticas Florencia Fernández 18 Florencia Fernández 14 Dalma Piri 3 | Pabellón: Superdomo La Rioja |  |

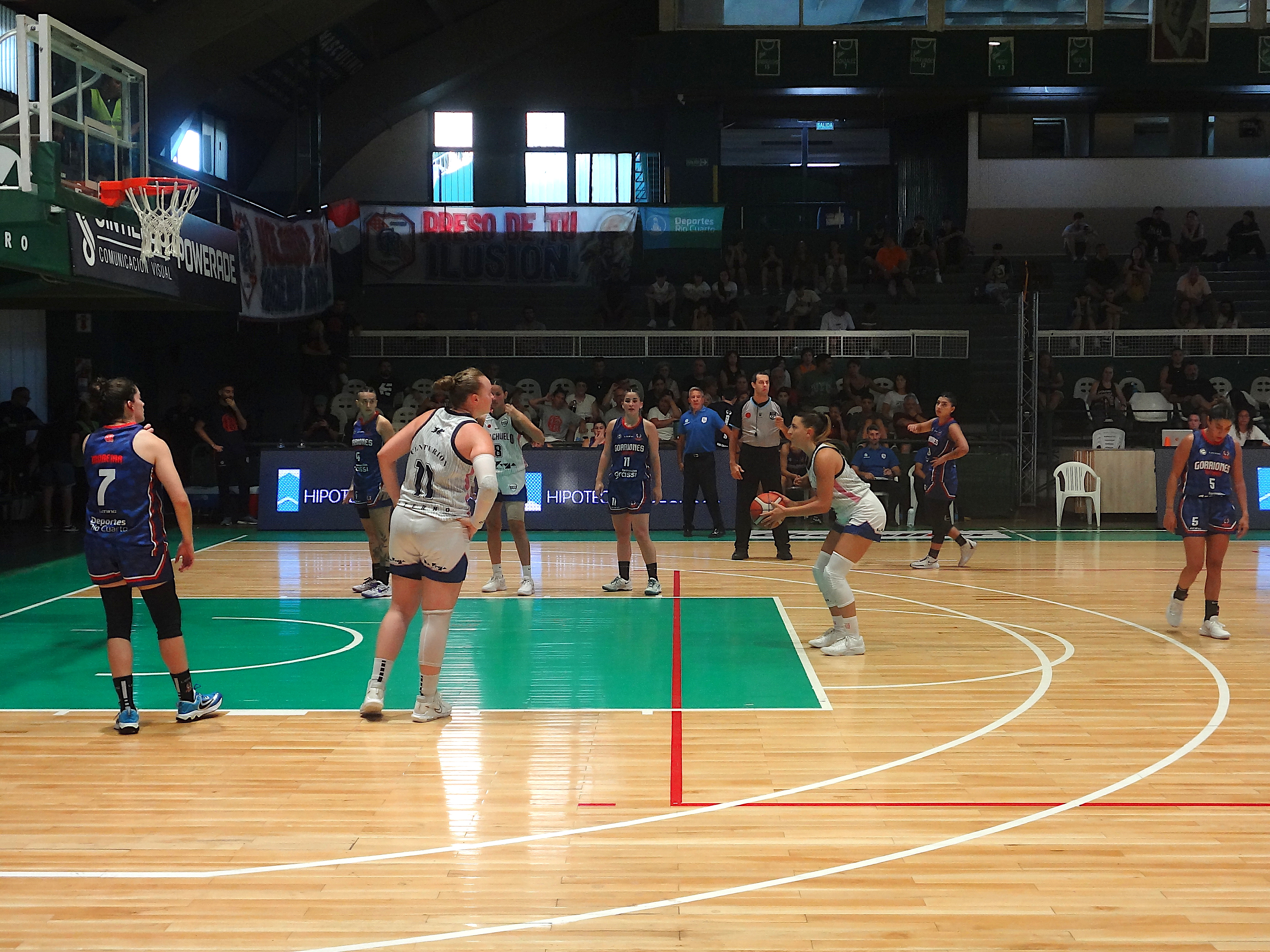
Riachuelo, subcampeón del Clausura, en un pasaje de juego del partido por el tercer puesto del Apertura.
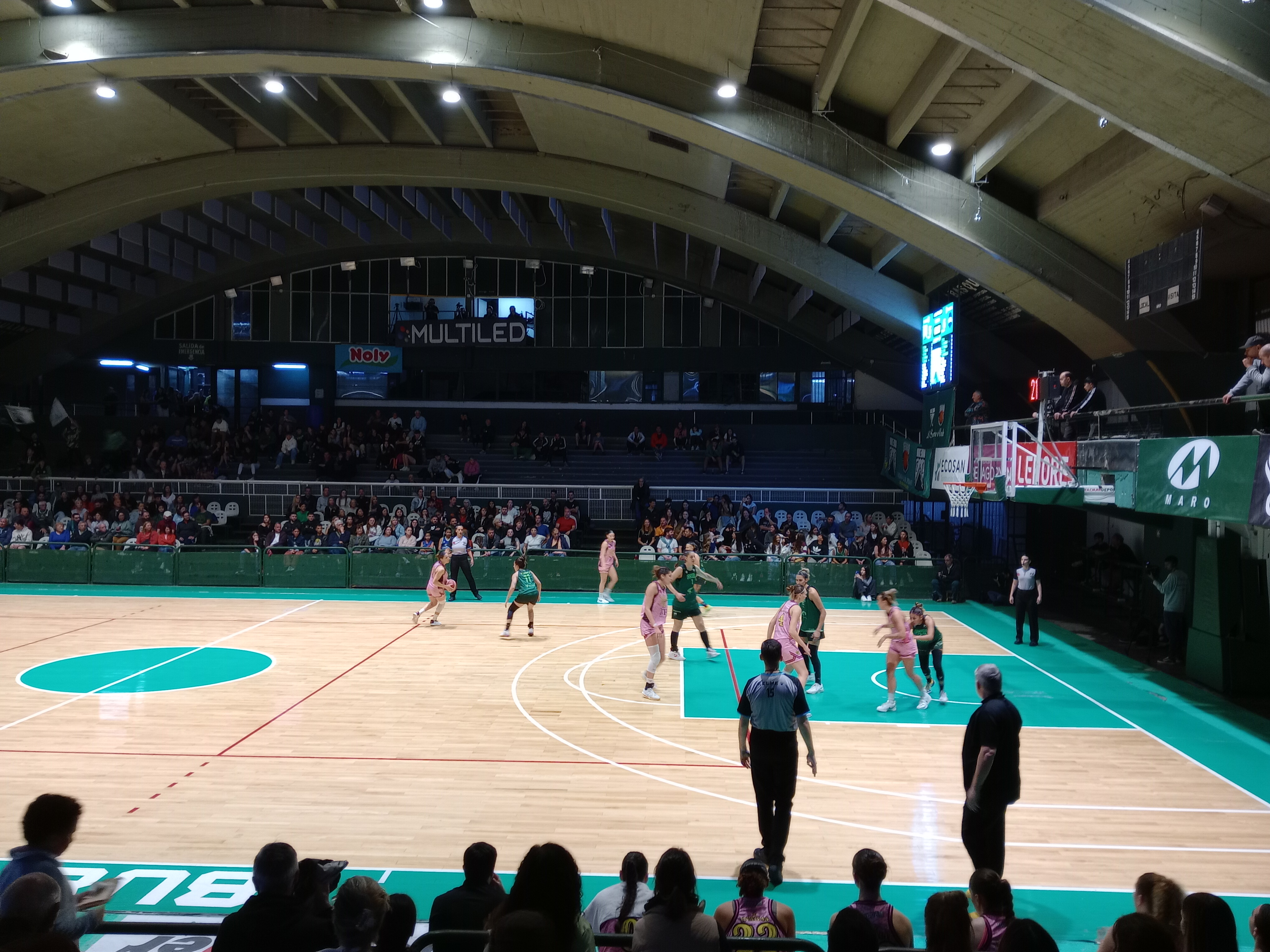
Ferro enfrentando a El Talar por las finales de conferencia